# Gerromorpha
Los guerromorfos o Gerromorpha son un infraorden de insectos hemipteros comúnmente llamados zapateros, patinadores de agua o simplemente patinadores. Son normalmente semiacuáticos.
Los Ochteroidea o verdaderos patinadores (un linaje más avanzado en el infraorden Nepomorpha) también habitan en las zonas costeras, en un hábitat similar, pero a los Gerromorpha se los ve ecorriendo sobre la superficie del agua aprovechando la tensión superficial con el uso de sus patas que repelen el agua. La familia Gerridae contiene algunas especies bien conocidas; comúnmente se los suele llamar zapateros, por ejemplo Gerris lacustris.
Hay alrededor de 2,100 especies en aproximadamente 160 géneros en 8 familias de distribución mundial. Se alimentan de artrópodos vivos o muertos. Se los encuentra en el agua, generalmente cerca del borde. Algunas especies viven en océanos, los únicos insectos verdaderamente marinos.

## Sistemática
Las ocho familias usualmente reconocidas se agrupan en cuatro superfamilias. Las dos pequeñas o monotípicas forman un linaje basal, mientras las dos más grandes forman un clado más avanzado. La secuencia filogenética de superfamilias y familias de Gerromorpha es:
- Mesovelioidea

- Madeoveliidae (a veces incluidos en Mesoveliidae)
- Mesoveliidae

- Hebroidea

- Hebridae (Hyrcaninae podría considerarse una familia válida, de lo contrario la superfamilia es monotípica)

- Hydrometroidea

- Paraphrynoveliidae
- Hydrometridae
- Macroveliidae

- Gerroidea

- Hermatobatidae
- Gerridae
- Veliidae